# Філіппо ді В'єрі Медічі
Філіппо ді В'єрі Медічі (*Filippo de' Medici, 1426 —†1478) — флорентійський церковний діяч часів Середньовіччя.

## Життєпис
Походив з впливової родини Медічі. Народився у Флоренції 1426 року. Був сином В'єрі Медічі. Його дід — Нікколо Медічі — у 1433 році обіймав посаду гонфалоньєра, а прадід В'єрі ді Камбіо Медічі був впливовим банкіром, котрий заклав фундамент фінансової могуті роду Медічі.
На вибір церковної кар'єри вплинув дядько Донато ді Нікколо Медічі, який з 1436 до 1474 року був єпископом Пістойї.
10 січня 1457 року при підтримці Козімо Старшого Медічі стає єпископом Ареццо. На цій посаді перебував до 1461 року. Займався не лише церковними справами, а й сприяв забезпеченню контролю над тосканськими землями на південному сході. Так, не дозволив посилитися флорентійському роду Пітті, який був з Ареццо.
У 1461 році папою римським Пієм II призначається архієпископом Пізи, а також примасом Сардинії і Корсики. Того ж року побував з дипломатичною місією у Франції. Сприяв посиленню впливу Медічі у церковній царині та в політичному просторі Італії. У грудні 1468 року приїхав до Риму, щоб представити місто Піза з нагоди прибуття імператора Фрідріха III. Намагання отримати кардинальство виявилися марними. Водночас сприяв архітектурному переплануванню Пізи, надавав замовлення художникові Беноццо Гоццолі
Помер Філіппо Медічі у Пізі у 1474 році.